# فرودگاه موراوا
فرودگاه موراوا (به انگلیسی: Morava Airport) یک فرودگاه نظامی و همگانی با کد یاتا KVO است که یک باند فرود سنگفرش دارد و طول باند آن ۲۲۰۰ متر است. این فرودگاه در شهر کرالیفو کشور صربستان قرار دارد و در ارتفاع ۲۰۹ متری از سطح دریا واقع شده‌است.